# PAK-DA戰略轟炸機
PAK-DA（俄文簡稱：ПАК-ДА或ПАК ДА；俄文全稱：перспективный авиационный комплекс дальней авиации，中文又稱：未來遠程航空兵系統或遠程航空兵未來航空復合體）是俄羅斯图波列夫公司所設計研發的隱形战略轰炸机，並計劃在2025年至2030年間服役。

## 概述
就在冷戰時期，美國已經開始研製隱形战略轰炸机B-2，並在1989年7月17日首飛，成為全球第一架隱形战略轰炸机。其獨步全球的匿蹤性能和精準的打擊能力在實戰紀錄中表現出非常優異的成績，顯示了隱形战略轰炸机的重要性。而一直與美國競爭的蘇聯也一直有著自己匿蹤飛機的發展計劃，可卻因蘇聯解體而終告滅亡。但蘇聯最大繼承國俄羅斯並沒因為蘇聯倒台而放棄自身的軍事發展計劃，終在2012年，PAK-DA隱形战略轰炸机計劃正式對外公佈，並成為繼Tu-160海盗旗战略轰炸机的又一大型戰略轟炸機發展計劃。

## 發展歷史
2008年，據媒體報道，俄羅斯空軍已經為新一代的戰略轟炸機提出要求，並很大程度上是基於Tu-160海盗旗战略轰炸机的技術設計。但後來時任俄羅斯總理普京在發表電視講話時，似乎在暗示新型轟炸機將是一個全新的設計。
2012年6月，時任俄羅斯副總理德米特里·罗戈津曾對PAK-DA項目存在懷疑並且認為不需要。惟俄羅斯武裝力量總參謀部部長尼古拉·馬卡羅夫則回應說有關工作仍在進行，而且設計將比美國的飛機更為優秀。直至2012年6月9日，時任總理梅德韋傑夫才正式確實PAK-DA計劃的存在。
其後，俄羅斯之聲對新型轟炸機的性能進行猜測，並說其的工作範圍將達3,500公里，有效載荷在100至120噸之間，配備四架發動機及可能使用T-50戰鬥機的一些設備，例如它的發動機和航空電子設備。2012年8月27日，有報導指出羅戈津曾表示希望該新型轟炸機能夠有超音速的速度，但目前還不清楚羅戈津所指的超音速是指轟炸機本身還是指攜帶高超音速空對空導彈射擊能力。
2014年，負責該項目研製的航空行业总监安德烈·博金斯基曾表示，俄羅斯正試圖說服中國投資該項目。同年4月，聯合航空製造公司（OAK）總經理米哈伊尔·波戈相宣布图波列夫公司已經完成了PAK-DA隱形轟炸機的設計，並且即將生產首架原型機。
2024年，美國宣稱其進展超過中國轟-20，其原型機已接近完成。